# Maria Cèlia Guerin
Maria Cèlia Guerin (francès: Azélie-Marie Guérin Martin)  (Saint-Denis-sur-Sarthon, 23 de desembre de 1831 - Alençon, 28 d'agost de 1877) va ser la dona de Luis Martin i mare de santa Teresa de l'Infant Jesús, declarada santa per l'Església catòlica.

## Biografia
Nascuda a Saint-Denis-sur-Sarthon, on el seu pare era gendarme. Isidore Guérin, el seu pare, es casà als 39 anys amb Louise-Jeanne Macè, amb qui va tenir tres fills: Marie-Louise, la gran, que va ser monja visitandina. Marie-Azélie (Zélie), la segona, i Isidore, el petit. El setembre de 1844 s'establiren a Alençon, on amb la seva germana Marie-Louise estudiaren al Pensionat (internat) de les Religioses dels Sagrats Cors).
Ella volia ingressar a la vida religiosa i dedicar-se als malalts, però va ser dissuadida per la germana superiora de l'Hôtel Dieu. Va aprendre a cosir i treballava d'això, amb un taller propi als 20 anys. Als 35 anys Luis Martin va conèixer Cèlia, que en tenia 27. Es van casar 3 mesos després, el 13 de juliol de 1858 a l'església de Nostra Senyora d'Alençon. Inicialment establiren de comú portar un matrimoni josefí, tractant-se com a germans i sense tenir fills; però el seu confessor els aconsellà que tinguessin fills, i canviaren de parer.
Quan el pare de Maria Cèlia quedà vidu i malalt, anà a viure amb ells fins a la seva mort, el 1868. Lluís vengué la seva rellotgeria a fi d'ajudar la seva muller perquè s'establís pel seu compte a un taller. Així, s'instal·laren a l'actual n. 50 del carrer Saint-Blaise, d'Alençon, on naixeria Teresa. El matrimoni en total va tenir 9 fills (7 noies i 2 nois), dels quals només 5 noies superarien l'adolescència. Totes elles es feren monges.
Maria Cèlia morí d'un tumor al pit el 28 d'agost de 1877 a Alençon. Els primers símptomes de la malaltia s'havien manifestat a finals de 1865.

## Procés i miracles
El procés de Cèlia començà a la diòcesi de Séez el 10 d'octubre de 1957 i acabà el 7 de gener de 1959. El procés de Lluís començà a Lisieux el 22 de març de 1957 i es tancà el 12 de febrer de 1960. Ambdues causes van ser reunides el 1971.
El 26 de març de 1994 el papa Joan Pau II signà els decrets d'heroïcitat en les seves virtuts, i els proclamà venerables.
El 10 de juny de 2003, l'arquebisbe de Milà cardenal Tettamanzi clausurà el primer període del procés, en atribuir la sobtada i inexplicable curació d'un nen a Monza a un miracle per la intercessió de Lluís i Cèlia. Aquesta curació va ser reconeguda com a miraculosa el 3 de juliol de 2008 pel papa Benet XVI, obrint així el camí per a la seva beatificació. Van ser proclamats beats el 19 d'octubre de 2008 a Lisieux.
La seva causa de canonització progressà, i el 7 de gener de 2013 l'arquebisbe Carlos Osorio obrí el procés canònic per a investigar la guarició d'una nena anomenada Carmen. El procés diocesà celebrà la sessió de cloenda el 21 de maig de 2013, enviant-se després l'informe corresponent a Roma perquè fos examinat per la Congregació per a les Causes dels Sants.
El 18 d'octubre de 2015 va ser canonitzada pel papa Francesc, conjuntament amb el seu marit Luis Martin, sent el primer matrimoni canonitzat de l'era moderna.

### Memòria litúrgica
L'Església els recorda separadament: a Lluís Martin el 29 de juliol i a Cèlia Guerin el 28 d'agost (dates de les seves morts), mentre que la diòcesi de Bayeux-Lisieux i les carmelites descalces en fan memòria el 12 de juliol, vigília del seu matrimoni.